# Diedrich Westermann
Diedrich Hermann Westermann (Baden, Baja Sajonia, 24 de junio de 1875 - ibídem, 31 de mayo de 1956) fue un africanista, lingüista y misionero alemán. Revisó y amplió notablemente el trabajo de su mentor Carl Meinhof, aunque rechazó algunas de las teorías e hipótesis de Meinhof sólo implícitamente. Westerman se considera uno de los fundadores de la moderna lingüística africana.
Westerman llevó a cabo una extensa investigación lingüística y antropológica en el área que va desde Senegal hasta el alto Nilo. Sus estudios lingüísticos cubren un gran cantidad de lenguas africanas, entre ellas las lenguas gbe, el nuer, el kpelle, el shilluk, el hausa y el guang.
El trabajo comparativo de Westerman, empezó en 1911, inicialmente agrupó gran parte de lo que hoy en día se llaman lenguas Níger-Congo y lenguas nilo-saharianas bajo en nombre lenguas sudánicas. Su obra más importante, Die westlichen Sudansprachen (1927a), es de una segunda época cuando consideró que su agrupación original se dividía en sudánico occidental y sudánico oriental, este trabajo fue importante para el reconocimiento posterior por parte de Greenberg de la familia Níger-Congo. En este libro y en una serie de artículos publicados entre 1925 y 1928, Westerman identificó una gran cantidad de cognados que forman la base del conocimiento moderno de las lenguas Níger-Congo. Westerman también compiló gran parte de la evidencia que permitió identificar las subfamilias que constituyen dicha agrupación. De hecho gran parte del trabajo lingüístico de Greenberg sobre las lenguas africanas está ampliamente basado en el trabajo de Westermann.
En 1927 Westermann publicó una Orografía práctica de las lenguas africanas que posteriormente fue la base del "sistema de notación de Westermann". Posteriormente publicó una revisión Practical Phonetics for Students of African Languages en colaboración con Ida C. Ward (1933).